# Sínodo de Kells

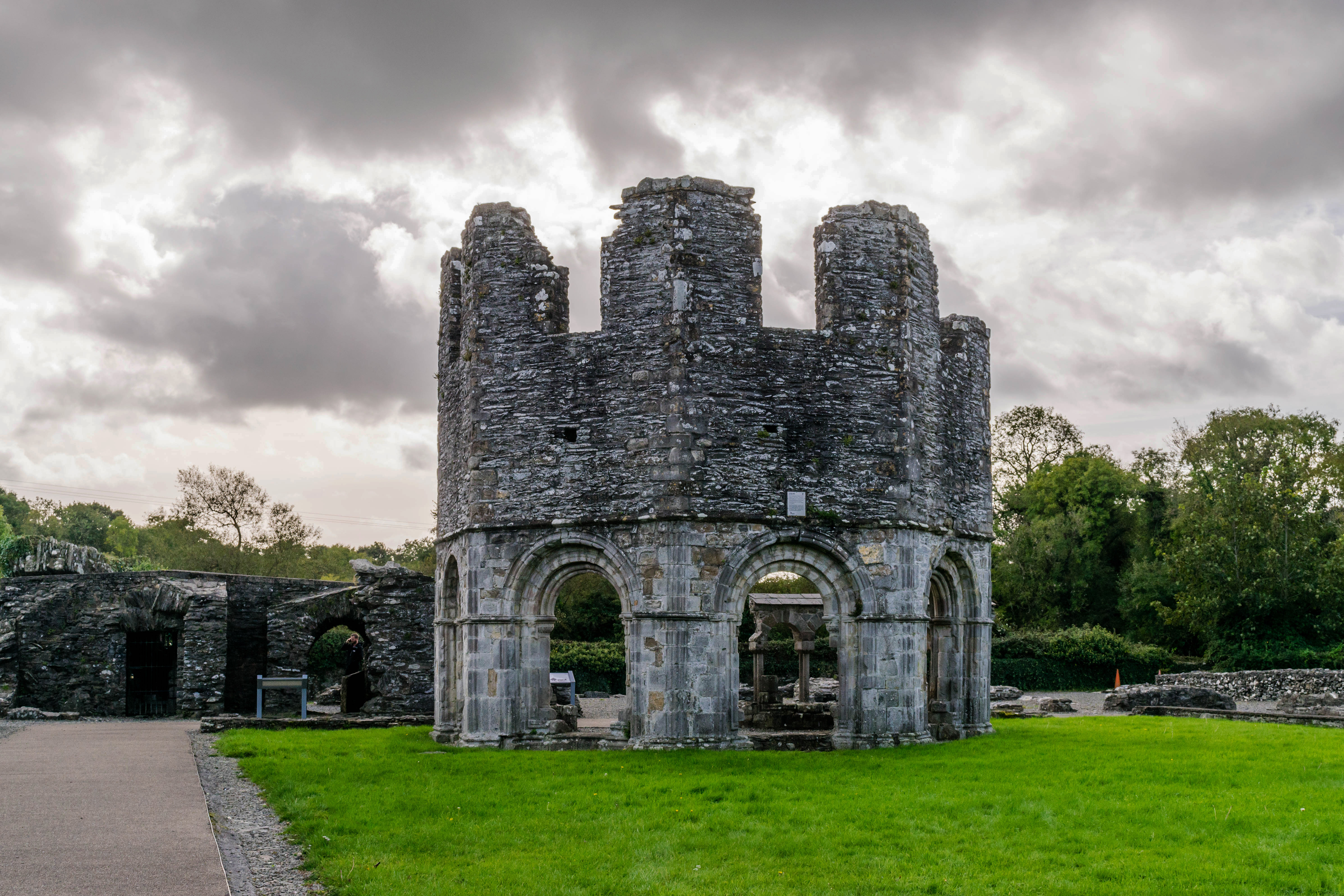
Edifício da Antiga Abadia de Mellifont, onde parte do Sínodo ocorreu.

O Sínodo de Kells (em irlandês:  Sionad Cheanannais, em latim: Kenana Synodus) ocorreu em 1152, sob a presidência do cardeal Giovanni Paparoni, e continuou o processo iniciado no Sínodo de Ráth Breasail (1111) de reforma da Igreja irlandesa. As sessões foram divididas entre as abadias de Kells e Mellifont, e em tempos posteriores o sínodo foi chamado de Sínodo de Kells-Mellifont e Sínodo de Mellifont-Kells.
Seu principal efeito foi aumentar o número de arcebispos de dois para quatro, e redefinir o número e o tamanho das dioceses. A Primazia da Irlanda foi concedida à Arquidiocese de Armagh.

## Antecedentes
Máel Máedóc Ua Morgair (São Malaquias) foi feito padre em 1119, como vigário de Celso. Suas primeiras sés foram Down e Connor, e ele estava localizado na Abadia de Bangor. Com a morte de Celso em 1129, Malaquias foi nomeado seu sucessor em Armagh, agora a primeira sé na Irlanda. Uma disputa interna da Igreja sobre a sucessão e propostas de reforma o obrigaram a conceder a posição a Gelásio. Em 1137, Gelásio, sem confirmação papal da nomeação de Malaquias por Roma, pediu-lhe que garantisse o pálio do arcebispo nas mãos do Papa ou de seu legado. Malaquias chegou a Roma, mas o Papa, Inocêncio II, só concederia os pálios a Malaquias a pedido de um Sínodo Nacional Irlandês. Para facilitar isso, ele fez de Malaquias seu legado papal. Malaquias então retornou à Irlanda acompanhado por vários monges cistercienses fornecidos por São Bernardo.

## O Sínodo
Em 1148, um sínodo de bispos foi reunido em Inispatric. Malaquias partiu em uma segunda viagem a Roma, mas morreu no caminho em Clairvaux, França, em novembro. Um sínodo foi convocado para Kells em 1152. Este sínodo aprovou a consagração de quatro arcebispos. Tairrdelbach Ua Conchobair, o Alto Rei da Irlanda, aprovou os decretos, e os pálios foram conferidos pelo Legado Papal, Giovanni Cardinal Paparoni (também conhecido como John Cardinal Paparo).
A Irlanda foi dividida em trinta e seis sés e quatro sés metropolitanas: Armagh, Cashel, Tuam e Dublin. Armagh recebeu a primazia (ver Primazia da Irlanda). A diocese de Dublin, governada pelos Ostmen (Hiberno-nórdico), separou-se de Canterbury e uniu-se a Glendalough. Gregório, o bispo em exercício, aceitou o novo título e o separatismo Ostman chegou ao fim.

## Sistema diocesano
O sistema diocesano foi reorganizado ainda mais, com o número de províncias metropolitanas sendo aumentado de duas para quatro, elevando as dioceses de Dublin e Tuam a arquidioceses. As quatro províncias de Armagh, Cashel, Dublin e Tuam correspondiam aos limites contemporâneos das províncias de Ulster, Munster, Leinster e Connacht, respectivamente.
Na maioria dos casos, as dioceses correspondiam aos territórios controlados pelos clãs irlandeses, e os chefes dos clãs gostavam de nomear membros da família como bispos, freiras e oficiais da Igreja.
A estrutura diocesana estabelecida pelo sínodo sobreviveu em grande parte até o século XVI e ainda forma a base da estrutura territorial da Igreja Católica Romana e da Igreja da Irlanda, com muitas das sés agora fundidas.